# Szczelina (speleologia)

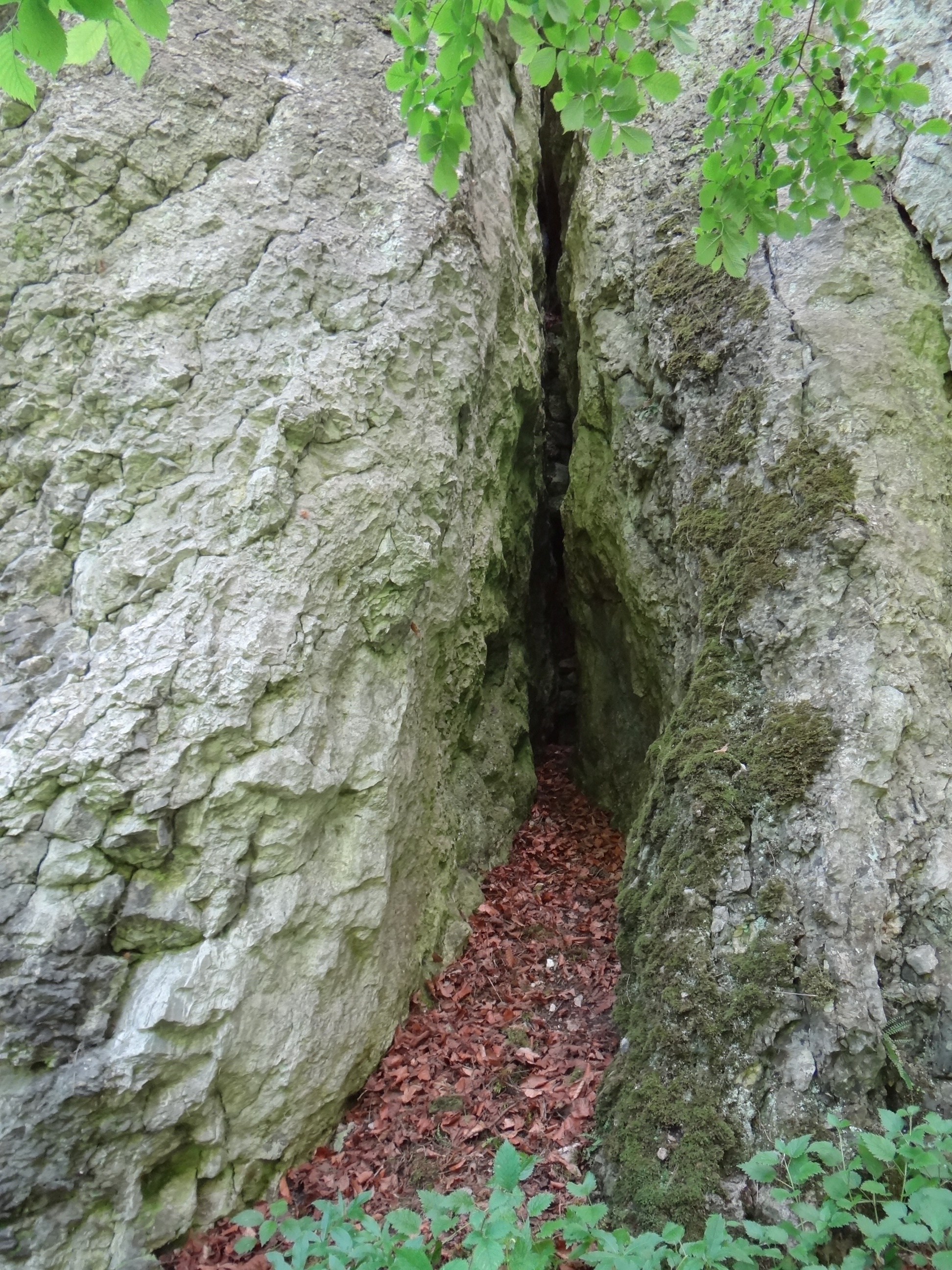
Pionowa Szczelina pod Schronem Lisa

Szczelina – rozwarte pęknięcie skał, wąska i wydłużona próżnia skalna. Może mieć szerokość od kilku mm do kilku metrów. Szczeliny mają postać rozwierającego się rozłamu o mniej więcej równoległych ścianach i niedużej szerokości. Mogą być pionowe, skośne, lub poziome. Szczeliny poziome mogą być całkowicie lub częściowo wypełnione osadami. W speleologii te szczeliny, które przynajmniej częściowo dostępne są dla człowieka uważane są za rodzaj jaskini lub schroniska, niezależnie od pochodzenia. Słowo „szczelina” występuje w nazwach wielu jaskiń i schronisk, np. Szczelina w Ryglu, Szczelina w Popielowej Górze, Szczelina Chochołowska.
Pod względem pochodzenia wyróżnia się:
- szczeliny tektoniczne. Powstają na uskokach (szczeliny uskokowe), osuwiskach i zerwach (szczeliny osuwiskowe) oraz diaklazach (szczeliny odspojeniowe)
- szczeliny ciosowe. Powstają wskutek naprężeń podczas tworzenia się skał.
- szczeliny międzyławicowe. Powstają w wyniku wietrzenia bardziej miękkich warstw międzyławicowych[1].

W wyniku wypłukiwania przez przepływającą nimi wodę szczeliny ulegają poszerzeniu, dając początek korytarzom. Takie szczeliny nazywane są szczelinami inicjalnymi.